# Бустерна насосна установка
Бустерна насосна установка (рос. бустерная насосная установка; англ. booster pumping plant; нім. Vakuumvorschaltpumpenanlage f) – насосне устаткування з лопатевим або об’ємним насосом, перед входом в який насос струминний створює підпір, необхідний для забезпечення безкавітаційної роботи основного насоса.